# Neomuscina nudinervis
Neomuscina nudinervis är en tvåvingeart som först beskrevs av Stein 1918.  Neomuscina nudinervis ingår i släktet Neomuscina och familjen husflugor. Inga underarter finns listade i Catalogue of Life.